# アカネ色素
アカネ色素（アカネしきそ）とは、アカネ科のセイヨウアカネ（学名：Rubia tinctorum、西洋茜、英語：madder）の根から抽出される、アリザリン、ルベリトリン酸などを主成分とする赤色の色素である。かつては、食品用の着色料として用いられた。また、近縁で日本列島の在来種のアカネ（学名：Rubia akane、茜）も昔は用いられた。なお、布などの染料として用いる場合はある。

## 用途

### 染料
アカネ、セイヨウアカネとも、古くから染色に用いられ、万葉集には「茜さす」などの言葉が見られる。現在では色素の安定性や色調の違いや生産性などから、もっぱらセイヨウアカネ色素が生産・使用されている。染色には主にアリザリン類似化合物の合成品が使われている。

### 顔料
かつては、加工して不溶化した物は、顔料としても用いられた。しかし今日では、合成アリザリンを用いて製造される「アリザリンレーキ」が使われている。
ただ、絵具においては、今日でもイギリスのウィンザー・アンド・ニュートン社が、アカネ色素を原料とした「ローズマダージェニュイン（Rose Madder Genuine）」を、日本においてもターナー色彩社が「ナチュラルローズマダー（Natural Rose Madder）」を生産している。いずれも「Natural Red 9」である。

## 禁止された用途
かつてセイヨウアカネの色素は、日本において食品添加物の着色料として「アカネ色素」の名称で認可されていた。いわゆる「天然着色料」の扱いであった。
1997年に実施された、ラットを用いた中期発がん性試験（前がん病変を検出する方法）で、発がん性は無いと結論付けていた。しかし、2004年に長期発がん性試験（中間結果）で腎臓ガンの発生が確認された。さらに、セイヨウアカネの色素自体に変異原性も陽性との報告まで出てきた。このため、発がんイニシエーターである疑いが出たとして、食品添加物として日本での使用は禁止された。
なお、アカネの色素は、セイヨウアカネの色素とは成分が異なり、アリザリンでなくプルプリンを主成分とするため、発がん性の有無は充分に調べられていない。